# Zavetni
Zavetni - Заветный (rus) és un possiólok del krai de Krasnodar, a Rússia. Es troba a la vora esquerra del riu Urup, afluent per l'esquerra del Kuban. És a 7 km al sud-est d'Armavir i a 170 km a l'est de Krasnodar.
Pertanyen a aquest possiólok els khútors de Pervomaiski, Krassin i Zúievo.